# Zgrupowanie Armijne von Zangen
Zgrupowanie Armijne Zangen (niem. Armeeabteilung Zangen) – niemieckie zgrupowanie armijne, ostatecznie przemianowane na Armię Liguryjską.  
Utworzone w marcu 1943 roku we Włoszech w wyniku przeformowania LXXXVII Korpusu Armijnego. Zgrupowanie należało do Grupy Armii B i składało się z 76 DP i 94 DP. Przemianowanie Zgrupowania Armijnego von Zangen na Armię Liguryjską nastąpiło w sierpniu 1944 roku. 

## Dowództwo korpusu
Dowódca:
- gen. Gustav-Adolf von Zangen[2][3]

Szefowie sztabu:
- płk Werner Ehrig (do 10.07.1943)
- płk Walter Nagel (od 10.07.1943)[4]

## Struktura organizacyjna
Skład w lipcu 1943 roku
- 343 Dywizja Piechoty
- 346 Dywizja Piechoty